# سانتوس ليون هيريرا
سانتوس ليون هيريرا (بالإسبانية: Santos León Herrera)‏ هو سياسي كوستاريكي، ولد في 21 مايو 1874 في سان خوسيه في كوستاريكا، وتوفي بنفس المكان في 8 مايو 1950. حزبياً، نشط في National Republican Party (Costa Rica) ‏.